# Párosujjú patások
A párosujjú patások (Artiodactyla) az emlősök (Mammalia) osztályának egy rendje. A legújabb genetikai alapú rendszertani besorolások szerint a cetek (Cetacea) egykoron önálló rendje a párosujjú patások rendjébe lett besorolva alrendági szinten.
A tevék ősei körülbelül 45 millió éve váltak külön a többi párosujjú patás őseitől (ekkor még valamennyien amolyan cickányszerű állatok voltak). A disznók mintegy 33,9 millió éve különültek el a többi párosujjú patástól; a vízilovak és a cetek ősei mintegy 50 millió éve ágaztak el a kérődzők fejlődésétől és földtörténeti értelemben nagyon kevéssel ezután egymástól is.
A rendbe 356 recens faj tartozik.

## A szárazföldi párosujjú patások jellemzői
Az ebbe a rendbe tartozó fajok testtömege a földről megemelkedő 3. és 4. ujj hegyén, valamint a kéz- és lábtőcsontokon nyugszik. A párosujjúak tehát e tekintetben párhuzamosan fejlődtek a lófélékkel, de közelebbi rokonságban nem állnak velük. Lábfelépítésük különös előnye, hogy a földdel érintkező csekély felület és a kemény paták gyors futást tesznek lehetővé, ugyanakkor a két egymást kiegészítő patafél biztos fogást eredményez. Egyes fajok meredek terepen is jól másznak, amihez hasonlót egyetlen lófélénél sem tapasztalhatunk. A 3. és 4. ujj végén lévő patát képesek kissé egymás felé fordítani, szétterpeszteni, lejtőn pedig oldalvást dönteni, tehát jobban alkalmazkodik a terephez, mint a lovak patája. Nem utolsósorban ennek tudható be, hogy a párosujjúak jóval többféle élőhelyet hódítottak meg, a nyílt, füves pusztáktól és szavannáktól a sűrű aljnövényzetű erdőkön át a hegységekig. A fajok sokfélesége messze felülmúlja a lófélékét, amelyek csupán egyetlen leszármazási ágat képviselnek. Testfelépítésük is igen változatos. A legkisebb faj úgy 2 kilogrammot, a legnagyobb 3200 kilogrammot nyomhat, míg a lóféléknél jóval szűkebb ez a tartomány, vagyis 80-350 kilogramm közötti.
A párosujjú patások szaglószervei kiválóak, részben a ragadozók megszimatolásában, részben a fajtársak jelzéseinek felfogásában van jelentőségük. Sok faj ugyanis vizeletével vagy ürülékével, illetve a szemtájékon, a lábakon vagy a far tájékán lévő bőrmirigyek váladékával jelöli territóriumát. Ezek az állat ivari állapotáról vagy szociális helyzetéről tájékoztatnak. A nősténynek 2 vagy 4 csecsbimbója van, többnyire egy tőgyön, és egyszerre rendszerint 1-2 utódot hoznak a világra. Ez alól kivételt képeznek a disznófélék, ahol a csecsbimbók száma 6-12, és az alomszám is ennek megfelelő. A párosujjúakon belül elfoglalt helyzetük tehát a szaporodás tekintetében is különleges. Az újszülöttek hamar lábra állnak és követik anyjukat.
Sok fajnál az állat fején olyan képződmények láthatók, amelyek a fajok, illetve fajtársak közötti összetűzésekben fegyverként használatosak. Ezek legtöbbször másodlagos nemi jellegnek számítanak, a nőstényeknél hiányoznak, vagy pedig a hímekéhez képest alulfejlettek. A disznóféléknél agyarrá megnövő szemfogakat találunk, szintúgy a Kínából betelepített víziőznél, az őzeknél és szarvasoknál egyébként szokásos agancs helyett. A tülkösszarvúak családjában a fejoldalon lévő homlokcsapokon különböző alakú szarvtülkök nőnek. A szarvasféléknél a homlokcsont nyúlványából agancsok fejlődnek, amelyek a szarvakkal ellentétben évente megújulnak. E két utóbbi család tagjai szinte kizárólag növényeken élnek, amelyeket kérődzés útján és bendőmikrobáik segítségével rendkívül jól hasznosítanak. Összetett gyomrukban a nehezen emészthető cellulózt is képesek lebontani és felvehetővé tenni.
A kérődzők hímjét a bika, bak vagy kos, nőstényét többnyire a tehén, kicsinyét pedig a borjú, gida vagy bárány szóval jelöljük. A tevéknél a hímet a csődör, a nőstényt a kanca, a fiatal állatot pedig a csikó szóval jelöljük. A disznóknál a kan, koca és malac elnevezések használatosak. A vízilovaknál megint a bika, tehén és borjú szavak használatosak.

## Rendszerezés
Ezen az emlősrenden belül, a legújabb kutatások alapján az alábbi felosztások léteznek:
- tevealakúak (Tylopoda) Illiger, 1811 - alrend
  - †Gobiohyus? - nem
  - †Homacodontidae Marsh, 1874 - család
  - †Anoplotherioidea - öregcsalád
    - †Anoplotheriidae? - család
    - †Cainotheriidae Cope, 1881 - család
    - †Dacrytheriidae - család
    - †Xiphodontidae Flower, 1883 - család

  - †Merycoidodontoidea - öregcsalád
    - †Agriochoeridae  - család
    - †Merycoidodontidae  - család

  - Cameloidea - öregcsalád
    - tevefélék (Camelidae) J. E. Gray, 1821 - család
    - †Oromerycidae Gazin, 1955 - család
- Artiofabula Waddell et al., 1999 - klád
  - disznóalakúak (Suina) J. E. Gray, 1868 - alrend
    - disznófélék (Suidae) J. E. Gray, 1821 - család
    - pekarifélék (Tayassuidae) Palmer, 1897 - család
    - †Sanitheriidae - család

  - Cetruminantia Waddell et al., 1999 - klád
    - Cetancodontamorpha Spaulding et al., 2009 - klád
      - †Andrewsarchus Osborn, 1924 - nem
      - †Entelodontidae Lydekker, 1883 - család
      - Whippomorpha Waddell et al., 1999 - alrend
        - †Choeropotamidae Owen, 1845 - család
        - Dichobunoidea - öregcsalád, amely parafiletikus csoportot alkot a Cetacea-ával és a Raoellidae-val
          - †Dichobunidae Turner, 1849 - család[10]
          - †Leptochoeridae Marsh, 1894 - család[11]
          - †Helohyidae - család
          - †Cebochoeridae - család
          - †Mixtotheriidae - család

        - Ancodonta - alrendág
          - Hippopotamoidea - öregcsalád
            - †Anthracotheriidae Leidy, 1869 – család, amely parafiletikus csoportot alkot a Hippopotamidae-val
            - vízilófélék (Hippopotamidae) J. E. Gray, 1821 - család

        - Cetaceomorpha - csoport
          - †Raoellidae Sahni et al., 1981 - család
          - cetek (Cetacea) Brisson, 1762 - alrendág
            - †Archaeoceti Flower, 1883 - részalrend
            - sziláscetek (Mysticeti) Cope, 1891 - részalrend
            - fogascetek (Odontoceti) Flower, 1867 - részalrend

    - Ruminantiamorpha Spaulding et al., 2009 - klád
      - kérődzők (Ruminantia) Scopoli, 1777 - alrend
        - Tragulina Flower, 1883 - alrendág
          - †Amphimerycidae - család
          - †Prodremotheriidae - család
          - †Protoceratidae Marsh, 1891 - család
          - †Hypertragulidae Cope, 1879 - család
          - †Praetragulidae - család
          - kancsilfélék (Tragulidae) H. Milne-Edwards, 1864 - család
          - †Archaeomerycidae - család
          - †Lophiomerycidae - család

        - Pecora Flower, 1883 - alrendág[12][13]
          - †Gelocidae - család
          - †Hoplitomerycidae - család
          - †Leptomerycidae - család
          - Bovoidea - öregcsalád
            - tülkösszarvúak (Bovidae) J. E. Gray, 1821 - család

          - Cervoidea - öregcsalád
            - szarvasfélék (Cervidae) Goldfuss, 1820 - család
            - pézsmaszarvasfélék (Moschidae) J. E. Gray, 1821 - család

          - Giraffomorpha - részalrend
            - †Palaeomerycidae Lydekker, 1883 - család
            - Giraffoidea - öregcsalád
              - villásszarvúantilop-félék (Antilocapridae) J. E. Gray, 1866 - család
              - †Climacoceratidae Hamilton, 1978 - család
              - zsiráffélék (Giraffidae) J. E. Gray, 1821 - család

|  | Tragulidae (kancsilfélék)               |
|  |                                         |
|  | Pecora (antilopok, szarvasok, zsiráfok) |
|  |                                         |

|  | Hippopotamidae (vízilovak) |
|  |                            |
|  | Cetacea (bálnák)           |
|  |                            |

|  | Tragulidae (kancsilfélék)               |
|  |                                         |
|  | Pecora (antilopok, szarvasok, zsiráfok) |
|  |                                         |

|  | Hippopotamidae (vízilovak) |
|  |                            |
|  | Cetacea (bálnák)           |
|  |                            |

|  | Tragulidae (kancsilfélék)               |
|  |                                         |
|  | Pecora (antilopok, szarvasok, zsiráfok) |
|  |                                         |

|  | Hippopotamidae (vízilovak) |
|  |                            |
|  | Cetacea (bálnák)           |
|  |                            |

|  | Tragulidae (kancsilfélék)               |
|  |                                         |
|  | Pecora (antilopok, szarvasok, zsiráfok) |
|  |                                         |

|  | Hippopotamidae (vízilovak) |
|  |                            |
|  | Cetacea (bálnák)           |
|  |                            |

|  | Tragulidae (kancsilfélék)               |
|  |                                         |
|  | Pecora (antilopok, szarvasok, zsiráfok) |
|  |                                         |

|  | Hippopotamidae (vízilovak) |
|  |                            |
|  | Cetacea (bálnák)           |
|  |                            |

|  | Tragulidae (kancsilfélék)               |
|  |                                         |
|  | Pecora (antilopok, szarvasok, zsiráfok) |
|  |                                         |

|  | Hippopotamidae (vízilovak) |
|  |                            |
|  | Cetacea (bálnák)           |
|  |                            |

|  | Tragulidae (kancsilfélék)               |
|  |                                         |
|  | Pecora (antilopok, szarvasok, zsiráfok) |
|  |                                         |

|  | Hippopotamidae (vízilovak) |
|  |                            |
|  | Cetacea (bálnák)           |
|  |                            |

|  | Tragulidae (kancsilfélék)               |
|  |                                         |
|  | Pecora (antilopok, szarvasok, zsiráfok) |
|  |                                         |

|  | Hippopotamidae (vízilovak) |
|  |                            |
|  | Cetacea (bálnák)           |
|  |                            |

### Fordítás
- Ez a szócikk részben vagy egészben  az   Even-toed ungulate című angol Wikipédia-szócikk ezen változatának fordításán alapul.  Az eredeti cikk szerkesztőit annak laptörténete sorolja fel. Ez a jelzés csupán a megfogalmazás eredetét és a szerzői jogokat jelzi, nem szolgál a cikkben szereplő információk forrásmegjelöléseként.
- Ez a szócikk részben vagy egészben  a   Cetacea#Evolution című angol Wikipédia-szócikk ezen változatának fordításán alapul.  Az eredeti cikk szerkesztőit annak laptörténete sorolja fel. Ez a jelzés csupán a megfogalmazás eredetét és a szerzői jogokat jelzi, nem szolgál a cikkben szereplő információk forrásmegjelöléseként.
- Ez a szócikk részben vagy egészben  a   Whippomorpha című angol Wikipédia-szócikk ezen változatának fordításán alapul.  Az eredeti cikk szerkesztőit annak laptörténete sorolja fel. Ez a jelzés csupán a megfogalmazás eredetét és a szerzői jogokat jelzi, nem szolgál a cikkben szereplő információk forrásmegjelöléseként.
- Ez a szócikk részben vagy egészben  a   Pecora című angol Wikipédia-szócikk ezen változatának fordításán alapul.  Az eredeti cikk szerkesztőit annak laptörténete sorolja fel. Ez a jelzés csupán a megfogalmazás eredetét és a szerzői jogokat jelzi, nem szolgál a cikkben szereplő információk forrásmegjelöléseként.